# Ornistomus bicinctus
Ornistomus bicinctus là một loài bọ cánh cứng trong họ Cerambycidae.